# بطولة أوقيانوسيا للسيدات لكرة القدم 2007
بطولة أوقيانوسيا للسيدات لكرة القدم 2007 (بالإنجليزية: 2007 OFC Women's Championship)‏ هو الموسم 8 من  كأس أمم أوقيانوسيا للسيدات. أشرف على تنظيمه اتحاد أوقيانوسيا لكرة القدم، وكان عدد الأندية المشاركة فيه  4، وفاز فيه منتخب نيوزيلندا الوطني لكرة القدم للنساء.